# Університет Тафтса
Університет Тафтса (англ. Tufts University) — університет США, розташований у Медфорді та Сомервіллі біля Бостону в штаті Массачусетс. Заснований у 1852 році і вважається одним з найпрестижніших вишів країни, є першим в країні навчальним закладом, де почалась підготовка фахівців з міжнародних відносин (1933).
Названий на честь Чарлза Тафтса, який причинився до його створення.

## Випускники університету
- засновник eBay П'єр Омідьяр
- прем'єр-міністр Греції Костас Караманліс
- губернатор штату Нью-Мексико Білл Річардсон
- міністр інфраструктури України від 2 грудня 2014 Пивоварський Андрій Миколайович